# Hôtel de Lesdiguières
Hôtel de Lesdiguières byl městský palác v Paříži v dnešním 4. obvodu. Zbořen byl v 19. století.

## Umístění
Palác se nacházel v historické čtvrti Marais na rohu ulic Rue de la Cerisaie a Rue de Lesdiguières. Dnes by se rozkládal podél Rue Castex až na Rue Saint-Antoine (domy č. 11 až 15).

## Historie
Palác si nechal postavit v letech 1580–1587 finančník Sebastiano Zametti (1549–1614), jeden z chráněnců Kateřiny Medicejské. Poté ho v roce 1614 získal konetábl François de Bonne de Lesdiguières (1543–1626). Ten sídlo odkázal v roce 1626 svému zeti, maršálovi Créqui. V majetku rodiny již zůstal. V roce 1740 byl palác přestavěn a během Francouzské revoluce byl znárodněn a poté zbořen.
Mezi osobnostmi, které žily v tomto hotelu, byl kardinál Jean-François Paul de Gondi. Poté, co zemřel Alphonse Blanchefort de Créqui, vévoda de Lesdiguières, palác v roce 1712 získal maršál François de Neufville de Villeroy. V roce 1717 v paláci přebýval car Petr Veliký se svým doprovodem. Dne 10. května 1717 ho zde navštívil sedmiletý budoucí král Ludvík XV. Na toto setkání upomíná pamětní deska na domě č. 10 v Rue de Lesdiguières. Projekt přestavby paláce Roberta de Cotte z roku 1717 byl opuštěn. Po maršálově smrti v roce 1730 jeho vnuk v roce 1735 palác opustil a ten byl přestavěn na menší. Zbytek nemovitosti se zahradou byl rozprodán na stavební parcely. Ze zahradní stezky vznikl průchod z Rue de la Cerisaie do Rue Saint-Antoine. Domy postavené podél tohoto průchodu byly dány k užívání v roce 1765. Tím vznikla Rue de Lesdiguières, druhou část zahrady získal klášter Navštívení Panny Marie. V roce 1776 získal palác státní rada Drouyn de Vandeuil. Po roce 1850 sloužil jako dívčí internátní škola až do roku 1877, kdy byl stržen při vzniku Bulváru Henri-IV.

## Popis
Palác, jehož corps de logis byl orientován v ose východ-západ, a jeho zahrada se rozkládaly na velkém pozemku. Přístup na hlavní nádvoří byl vchodem z Rue de la Cerisaie, orámovaný dvěma terasami. Na konci hlavního nádvoří se nacházela dlouhá budova s galerií, jejíž zadní část s terasou vedla do zahrad. V budově nalevo od nádvoří byly umístěny přístavby, stáje a dvorek. Podle městských plánů došlo mezi lety 1680 a 1717 k několika menším změnám. Hlavní nádvoří a budovy, které ho obklopovaly, byly odstraněny kolem roku 1740 spolu se zahradou. Do roku 1877 zůstaly pouze budovy na rohu Rue Lesdiguières a Rue de la Cerisaie.